# George Cheyne
George Cheyne (Aberdeenshire, 1671 — 1743) foi um médico pioneiro, proto-psicólogo, filósofo e matemático escocês

## Vida
Cheyne estava familiarizado com Isaac Newton e provocou Newton a publicar suas Quadratures e com ele, sua Luz & Colours. Newton mais tarde lhe ofereceu apoio financeiro para publicar Fluxionum inversa methodus (O método inverso de Fluxions), mas aparentemente ele recusa a oferta.
Para ter sucesso na prática médica, Cheyne tentou desenvolver uma harmonia com seus pacientes, visitando regularmente as tabernas locais onde passavam algum tempo, uma prática comum entre os médicos da época. Ele se tornou uma figura popular da vida social local, bem como a quantidade de alimentos e bebidas ricas que consumia, em conseqüência deixou-o grosseiramente obeso e muito adoentado. Ele começou uma dieta sem carne, tomando apenas leite e legumes, e recuperou a saúde. Mas quando ele voltou para a dieta mais típica - embora mais moderada do que ele entregou anteriormente - sua saúde volta a deteriorar-se mais uma vez. Tornando-se vegetariano até o fim de sua vida, além de recomendar para todos sofrem de obesidade.
Cheyne também publica uma série de tratados médicos, incluindo um ensaio de 1715 argumentando que a vida não pode ser criada a partir de matéria sem vida, e, portanto, "deve necessariamente ter existido desde toda a eternidade".  Ele também escreveu sobre febres, distúrbios nervosos e higiene. Em 1740, ele escreveu seu último trabalho, um estudo da nutrição e da vida natural, "O Método Natural de Cura [sic] das doenças do corpo, e os transtornos da mente." Seu trabalho é freqüentemente citado por vegetarianos e ativistas dos direitos dos animais, em especial a seguinte passagem:
"Para ver as convulsões, agonias e torturas de uma pobre criatura, tão viva quanto nós, a quem eles não podem restaurar nem recompensar, morrendo para satisfazer a luxúria e cócegas insensíveis e órgãos de classificação, requer um coração rochoso, e um grande grau de crueldade e ferocidade. Eu não consigo encontrar qualquer grande diferença entre alimentar-se de carne humana ou de carne animal, exceto os costumes e práticas."
O livro foi um sucesso imediato e em 1742 estava em sua terceira edição.
Falando da experiência pessoal, Cheyne afirmou que a depressão mental afligia os brilhante ao invés dos maçantes, escrevendo que "aqueles das mais animadas e mais rápidas naturais partes... cujo gênio é mais aguçado e penetrante eram mais propensos a tais transtornos. Tolos, fracos ou pessoas estúpidas, almas pesadas e maçantes, raramente são incomodados com vapores ou baixeza de Espíritos."
Seus clientes incluíram Alexander Pope, John Gay e Samuel Richardson.

## Outras obras
- Philosophical Principles of Natural Religion, containing the Elements of Natural Philosophy, and the Proofs for Natural Religion, arising from them. 1705
- Cheyne, George (1715). Philosophical principles of religion: natural and revealed. In two parts. Part I. Containing the elements of natural philosophy, and the proofs of Natural Religion. London: George Strahan.
- An Essay on Regimen. 1740
- An Essay of Health and Long Life. London 1745 (fernladbarer Text)
- The Natural Method of Curing the Diseases of the human Body, and the Disorders of the Mind attending on the Body. (Cheynes letztes Werk)